# Benoît Duteurtre
Benoît Duteurtre (20. března 1960 Sainte-Adresse poblíž města Le Havre – 16. července 2024) byl francouzský spisovatel, držitel několika literárních ocenění. Jeho díla byla přeložena do necelé dvacítky jazyků včetně češtiny.
Jde o pravnuka René Cotyho, posledního prezidenta (1954–1959) tzv. Čtvrté republiky. Absolvoval v oboru hudební věda na Univerzitě v Rouen. Vedle studia hudby a hry na klavír se od útlého mládí věnoval psaní. V roce 1982 zaslal jeden text Samuelu Beckettovi, který jej vzápětí otiskl ve své Revue des Editions de Minuit. Vedle vlastní beletristické činnosti obsáhle publikoval ve francouzském tisku a moderoval i vlastní pořad o hudbě na rozhlasové stanici France-Musiques.

## Ocenění
- 1997 – Cena Francouzské akademie za povídku Divná doba.
- 2001 – Prix Médicis za román Cesta do Francie.

## Dílo
Jeho knihy jsou charakteristické svým trpce ironickým tónem; ne náhodou se jejich autor osobně sblížil s Milanem Kunderou, českým spisovatelem žijícím v Paříži, s nímž jej pojí podobný literární styl. Základním tématem posledních Duteurtrových próz je ničivý dopad globalizace a rozvoje moderní techniky na člověka a jeho svobodu.

### Česky vyšly
Z řady jeho románů, povídkových sbírek a esejů bylo dosud přeloženo do češtiny osm knih a všechny publikovány brněnským nakladatelstvím Atlantis.
- Tout doit disparaitre (Totální výprodej), 1992, román; česky 2000 (přeložila Lenka Kavanová)
- Drôle de temps (Divná doba), 1997, povídkový soubor; česky 2003 (přeložila Růžena Ostrá); předmluva Milan Kundera
- Le Voyage en France (Cesta do Francie), 2001, román; česky 2004 (přeložila Růžena Ostrá)
- Service clientele (Služba zákazníkům), 2003, krátký román; česky 2005 (přeložila Růžena Ostrá)
- La rebelle (Rebelka), 2004, román; česky 2012 (přeložila Eva Blinková Pelánová)
- Petite fille et la cigarette (Holčička a cigareta), 2005, román; česky 2009 (přeložila Růžena Ostrá)
- Chemins de fer (Dráhy), 2006, román; česky 2010 (přeložila Eva Blinková Pelánová)
- La cité heureuse (Šťastné město), 2007, román; česky 2018 (přeložila Eva Blinková Pelánová)
- L'ordinateur du paradis (Terminál ráje), 2014. román, česky 2024. (přeložila Natálie Nádassy)

### Ostatní díla
- Sommeil perdu (Ztracený spánek), 1985, román
- Les vaches (Krávy), 1987, román
- L'amoureux malgré lui (Zamilovaný proti své vůli), 1989, román
- Requiem pour une avant-garde (Rekviem za jednu avantgardu), 1995, esej
- Gaieté parisienne (Pařížská veselost), 1996, román
- L'opérette en France (Opereta ve Francii), 1997, ilustrované vyprávění
- Les malentendus (Nepochopení), 1999, román
- A propos des vaches (O kravách), 2000, román
- Le grand embouteillage (Velká dopravní zácpa), 2002, esej
- Les Pieds dans l'eau, 2008, román
- Le Retour du Général, 2010, román
- L'Été 76, 2011, román
- À nous deux, Paris !, 2012, román
- Polémiques, 2013, esej
- La nostalgie des buffets de gare, 2015, esej
- Livre pour adultes, román, 2016
- Pourquoi je préfère rester chez moi, 2017, esej
- En marche !, román, 2018